# 碧山-宏茂橋公園
碧山－宏茂橋公園（英語：Bishan-Ang Mo Kio Park），舊稱碧山公園，是新加坡的一座主要公園，位於碧山的心臟地帶。公園提供碧山和宏茂橋的居民使用，完全坐落於碧山，沿著位於宏茂橋1道。

## 外部連結
- Atelier Dreiseitl （页面存档备份，存于）
- CH2M Hill
- Bishan-AMK Park - National Parks Board （页面存档备份，存于）
- Bishan Park - Public Utilities Board
- Bishan Park Opening AsiaOne News Article （页面存档备份，存于）
- World Landscape Architect （页面存档备份，存于）
- TreeHugger （页面存档备份，存于）
- Landscape Architecture Magazine （页面存档备份，存于）
- ECOWAN